# C15H19N
化学式C15H19N（摩尔质量：213.324 g/mol）可以指：
- NEFA (药物)，CAS号：127140-88-9
- Ethylnaphthylaminopropane，PubChem CID：61080203

|  | 这个同类索引页列出了具有相同分子式的化学物（即同分異構體）条目。 除非您是有意链接至本页，否则应将相应条目的内部链接指向正确的条目。 |